# Grönbukig smaragd
Grönbukig smaragd (Saucerottia viridigaster) är en fågel i familjen kolibrier.

## Utseende och läte
Grönbukig smaragd är en mestadels grön kolibri med rostbrunt på övergump och stjärt. Namnet är missvisande, eftersom buken snarare är brun eller beigefärgad än grön. Arten är lik roststjärtad smaragd, men näbben är mörkare och mindre röd, medan övergump och stjärt är mer bruna än roströda. 

## Utbredning och systematik
Grönbukig smaragd delas in i två underarter med följande utbredning:
- viridigaster – förekommer på östra Andernas östsluttningar i Colombia
- iodura – förekommer i Anderna i västra Venezuela (Táchira)

Tidigare inkluderades kopparstjärtad smaragd (S. cupericauda) i arten, men urskildes 2014 som egen art av BirdLife International, 2022 av tongivande eBird/Clements och 2023 av International Ornithological Congress.

### Släktestillhörighet
Arten placeras traditionellt i släktet Amazilia, men genetiska studier visar att arterna i släktet inte står varandra närmast. Den har därför flyttats tillsammans med flera andra centralamerikanska arter till släktet Saucerottia.

## Levnadssätt
Grönbukig smaragd hittas på låg till medelhög höjd utmed Andernas sluttningar. Där ses den i skogsbryn, gläntor och plantage.

## Status
Trots det begränsade utbredningsområdet och att den tros minska i antal anses beståndet vara livskraftigt av internationella naturvårdsunionen IUCN. 